# 巴陵石竹
巴陵石竹（学名：Dianthus palinensis）为石竹科石竹屬下的一个种。

## 扩展阅读
- 維基物種上的相關：巴陵石竹